# Gud vill mig ha till ett solsken
Gud vill mig ha till ett solsken är en sång med text av Nellie Talbot från 1915 översatt av John Appelberg. Musiken är komponerad av Edwin O Excell.

## Publicerad som
- Frälsningsarméns sångbok 1929 som nr 563 under rubriken "Speciella sånger - Barnen".
- Musik till Frälsningsarméns sångbok 1930 som nr 563.
- Frälsningsarméns sångbok 1968 som nr 677 under rubriken "Barn Och Ungdom".
- Frälsningsarméns sångbok 1990 som nr 667 under rubriken "Tillsammans i världen".